# Dyskografia Monrose
Artykuł ukazuje dyskografię niemieckiego trio Monrose.

## Albumy

### Albumy studyjne
| Rok  | Tytuł                                                               | Pozycje na listach | Pozycje na listach | Pozycje na listach | Pozycje na listach | Sprzedaż | Certifikaty IFPI                                |
| Rok  | Tytuł                                                               | DEU                | AUT                | SUI                | POL                | Sprzedaż | Certifikaty IFPI                                |
| ---- | ------------------------------------------------------------------- | ------------------ | ------------------ | ------------------ | ------------------ | -------- | ----------------------------------------------- |
| 2006 | Temptation - Pierwszy album studyjny - Wydany: 8 grudnia 2006       | 1                  | 1                  | 1                  | —                  | 700 000  | - DE 2x Platyna - CH 1x Platyna - AT 1x Platyna |
| 2007 | Strictly Physical - Drugi album studyjny - Wydany: 21 września 2007 | 2                  | 7                  | 6                  | 55                 | 240 000  | - DE 1x Złoto - AT 1x Złoto                     |
| 2008 | I Am - Trzeci album studyjny - Wydany: 26 września 2008             | 9                  | 20                 | 14                 | 65                 | 150 000  | - DE 1x Złoto                                   |
| 2010 | Ladylike - Czwarty album studyjny - Wydany: 11 czerwca 2010         | 10                 | 26                 | 25                 |                    | 130 000  |                                                 |

## Single
| Rok  | Singel                | Pozycje na listach | Pozycje na listach | Pozycje na listach | Pozycje na listach | Pozycje na listach | Pozycje na listach | Album             |
| Rok  | Singel                | DEU                | AUT                | SUI                | POL                | SLO                | EUR                | Album             |
| ---- | --------------------- | ------------------ | ------------------ | ------------------ | ------------------ | ------------------ | ------------------ | ----------------- |
| 2006 | „Shame”               | 1                  | 1                  | 1                  | 10                 | 2                  | 5                  | Temptation        |
| 2007 | „Even Heaven Cries”   | 6                  | 17                 | 19                 | —                  | 3                  | 21                 | Temptation        |
| 2007 | „Hot Summer”          | 1                  | 1                  | 1                  | 58                 | 4                  | 6                  | Strictly Physical |
| 2007 | „Strictly Physical”   | 6                  | 16                 | 29                 | 7                  | 11                 | 24                 | Strictly Physical |
| 2007 | „What You Don’t Know” | 6                  | 16                 | 34                 | —                  | 8                  | 23                 | Strictly Physical |
| 2008 | „We Love”A            | —                  | —                  | —                  | —                  | —                  | —                  | Tylko na singlu   |
| 2008 | „Strike the Match”    | 10                 | 16                 | 11                 | —                  | 16                 | 34                 | I Am              |
| 2008 | „Hit ’N’ Run”         | 16                 | 29                 | 55                 | 55                 | —                  | 55                 | I Am              |
| 2008 | „Why Not Us”          | 27                 | 53                 | —                  | —                  | —                  | —                  | I Am              |
| 2010 | „Like a Lady”         | 9                  | 9                  | 13                 | —                  | 28                 | 33                 | Ladylike          |
| 2010 | „This is Me”          | 22                 | 28                 | —                  | —                  | —                  | —                  | Ladylike          |
| 2010 | „Breathe You In”      | 60                 |                    | —                  | —                  | —                  | —                  | Ladylike          |

A Singel dostępny tylko do ściągnięcia z Internetu. Nie notowany.

## Strony B
| Rok  | Tytuł               | A-side                |
| ---- | ------------------- | --------------------- |
| 2006 | „Work It”           | „Shame”               |
| 2007 | „Diamonds & Pearls” | „Even Heaven Cries”   |
| 2007 | „Butt Butt”         | „Even Heaven Cries”   |
| 2007 | „Scream”            | „Hot Summer”          |
| 2007 | „Say Yes”           | „What You Don’t Know” |
| 2008 | „After Making Love” | „Strike the Match”    |
| 2008 | „Hit ’N’ Run”       |                       |
| 2008 | „No Never”          |                       |
| 2010 | „I Surrender”       | „Like a Lady”         |

## DVD
- POPSTARS – The Making of Monrose

## Teledyski
| Data    | Teledysk              | Reżyser                 |
| ------- | --------------------- | ----------------------- |
| 10-2006 | „Shame"               | Oliver Sommer           |
| 02-2007 | „Even Heaven Cries”   | Katja Kuhl/Moritz Krebs |
| 06-2007 | „Hot Summer”          | Bernard Wedig           |
| 08-2007 | „Strictly Physical”   | Oliver Sommer           |
| 11-2007 | „What You Don’t Know” | Markus Gerwinat         |
| 02-2008 | „We Love”1            | —                       |
| 05-2008 | „Strike the Match”    | Oliver Sommer           |
| 08-2008 | „Hit ’N’ Run”         | Markus Gerwinat         |
| 11-2008 | „Why Not Us”          | Bernad Wedig            |
| 02-2009 | „Walking Away”        | Markus Gerwinat         |
| 05-2010 | „Like a Lady”         | Thomas Job              |
| 08-2010 | „This Is Me”          |                         |

1 Teledysk jako reklama.